# Vía mesocortical

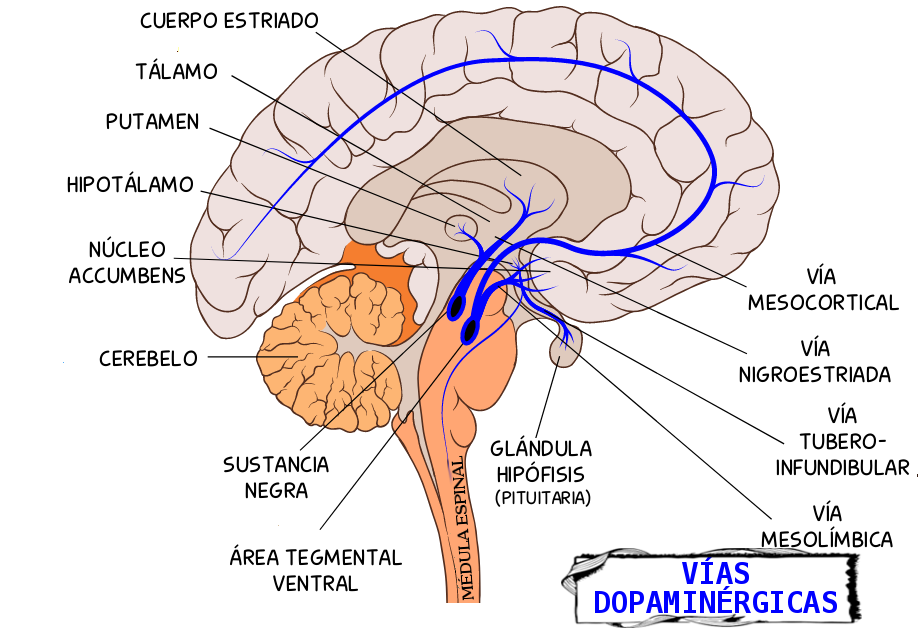
Vías dopaminérgicas en el cerebro.

La vía mesocortical es una ruta de neuronas que conecta al área ventral tegmental a la corteza cerebral, en particular a nivel del lóbulo frontal. Es una de las principales vías dopaminérgicas a nivel cerebral y es esencial en la función cognitiva esencial. Se cree que está íntimamente asociada en las respuestas relacionadas con la motivación y emociones. Cuando hay trastornos en la vía mesocortical aparecen psicosis tales como las que se ven en el deterioro cognitivo de la esquizofrenia. Esta vía está muy relacionada con la vía mesolímbica, la vía de la gratificación emocional.